# Abies fanjingshanensis
Abies fanjingshanensis je jehličnatý strom z čeledi borovicovité, z rodu jedle. Vyskytuje se pouze v Číně v provincii Kuej-čou. Druh je blízce příbuzný jedli Fargesiho.

## Synonyma
Abies fargesii varieta fanjingshanensis.

## Popis
Stálezelený, jehličnatý, rychle rostoucí (30 cm za rok, více než 4,5 m za 10 let) strom, dorůstající 20 m. Kmen je válcovitý a dosahuje průměru až 0,6 m. Koruna je kuželovitá. Větve vodorovně vyrůstají z kmene. Borka je tmavošedá. Letorosty jsou červenohnědé, ve 2.  a 3.  roce tmavnoucí. Jehlice jsou paprskovitě uspořádané či na horních částech větví stoupající, vespod hřebenovitě uspořádané do dvou postranních řad, nepravidelné a přímé, s tupým vrcholem, 1-4,3 cm dlouhé a 2-3 mm široké; seshora tmavozelené, na spodní straně se dvěma bílými proužky průduchů; se dvěma pryskyřičnými kanálky, okrajovými na vegetativních letorostech, středovými na letorostech nesoucích šišky. Samičí šištice jsou válcovité, na krátké stopce, zpočátku purpurovohnědé, dozráváním tmavohnědé, 5-6 cm dlouhé a 4 cm široké; podpůrné šupiny jsou ve tvaru špachtle, jsou přibližně 4/5 délky šupin semenných, se zaobleným či vroubkovaným odvráceným okrajem, vrchol je s malým ostrým hrotem; semenné šupiny jsou ledvinovité, 15 mm dlouhé a 18-22 mm široké, na obnažené části hustě chlupaté. Semena jsou mírně zploštělá, úzce vejčitá, 8 mm dlouhá, se široce klínovitým, 7 mm dlouhým, křídlem.

## Příbuznost
Jedle Abies fanjingshanensis je blízce příbuzná jedli Fargesiho Abies fargesii.
Někteří botanici považují jedli Abies fanjingshanensis pouze za varietu jedle Abies fargesii, to znamená: Abies fargesii varieta fanjingshanensis. 
Nicméně mnozí jiní botanici ji považují za samostatný druh: Abies fanjingshanensis. 

## Výskyt
Čína - provincie Kuej-čou (kolem hory Fan-ťing (též Fan-ťing-šan), která je nejvyšším vrcholem pohoří Wu-ling).

## Ekologie
Horský strom, roste na hoře Fan-ťing v nadmořských výškách 2100–2350 m. Klima je na této hoře studené a vlhké, pouze s krátkými léty. Strom je mrazuvzdorný do −12 °C. Abies fanjingshanensis zde tvoří smíšené lesy s: jedlovcem čínským (Tsuga chinensis), javorem vějířovitým (Acer flabellatum), pěnišníkem Rhododendron hypoglaucum, sakurou ozdobnou (Prunus serrulata), datyní (Enkianthus chinensis) a dalšími.

## Využití člověkem
Není známo.

## Ohrožení
Strom je považován za ohrožený a stav jeho populace je klesající. Celková populace je odhadována asi na 17000 stromů, nicméně z toho je asi méně než 2500 dospělých. Celá populace stromu je chráněna v lesní rezervaci, nicméně mnoho stromů zahynulo působením kyselých dešťů, způsobených znečištěním ovzduší. Je třeba určit zdroj znečištění ovzduší, které je zdrojem kyselých dešťů, a pokusit se provést zmírňující opatření. V provincii Kuej-čou je jedle Abies fanjingshanensis pěstována v botanické zahradě v rámci ex situ programu.